# Ludwig Fischbeck

Scheune in Worpswede; Öl auf Leinwand

Ludwig Fischbeck (* 20. September 1866 in Oldenburg; † 23. November 1954 in Hohenböken) war Oldenburger Hofkunsthändler, Maler und Radierer.

## Familie
Carl Wilhelm Ludwig Fischbeck wurde als Sohn des Kaufmanns Carl Heinrich Fischbeck und seiner Frau Anna Charlotte Helene geb. Mohrmann geboren. Zur Familie gehörten noch vier Geschwister.

## Künstlerische Ausbildung
Nach Beendigung der Schulzeit ging Ludwig Fischbeck bei seinem Onkel Wilhelm Mohrmann als Dekorationsmaler in die Lehre. Wilhelm Mohrmann arbeitete nicht nur als ideenreicher Hoftheatermaler in der Residenzstadt Oldenburg, sondern wurde auch oft nach auswärts gerufen, wenn es galt, festliche Räume mit Theatervorhängen, Deckengemälden oder Wanddekorationen zu schmücken. Auch die Ausstattung des alten Fitger-Hauses in Delmenhorst war eine Arbeit Mohrmanns und nicht das Werk von Arthur Fitger. Als Dekorationsmaler hat Ludwig Fischbeck von seinem Onkel Wilhelm viel gelernt. Er wollte sich aber über das handwerkliche hinaus ganz der Kunst verschreiben und ging deshalb 1890 nach München. Vier Semester studierte er hier an der Kunstakademie bei Professor Joseph Wenglein. Wie sein Professor beschäftigte sich Ludwig Fischbeck besonders mit der Landschaftsmalerei. Hier fand er seinen Platz beim lustigen Münchener Studenten- und Künstlervolk. Ein weiteres nettes Zuhause unter Gleichgesinnten bot ihm schon damals die Münchener „Schlaraffia“. Dort nahmen ihn auch später bekannt gewordene Persönlichkeiten, wie der Schriftsteller Benno Rauchenegger, der Dialektdichter Peter Auzinger und der Hofschauspieler Konrad Dreher gern in ihren engeren Freundeskreis auf. 

## Hofkunsthändler Ludwig Fischbeck
Ludwig Fischbeck stand als Hofkunsthändler und nächster Nachbar (Am Schlossplatz) immer in engstem Kontakt mit der großherzoglichen Familie. Oft wurde sein Rat eingeholt, wenn bei Geburtstagen oder zu besonderen Anlässen die Wahl passender Geschenke und Ehrengaben anstand. Wie oft wurden Porträts mit eigenhändiger Widmung und Familienbilder verschenkt, die schnell noch den üblichen Goldrahmen benötigten. Dann wurde ganz in Eile ein mit Bleistift beschriebener Notizzettel im Nachbarhaus abgegeben und dort alles, einschließlich Zustellung oder Versand, nach Wunsch erledigt.
Alle Geburtstage der großherzoglichen Familie wurden nicht nur geschäftlich, sondern auch rein privat aufmerksam bedacht. Der Dank in Form von Handschreiben, oft mit beigelegten Fotos, blieb nie aus. Alles, was vom Hofe kam, wie auch Briefe namhafter Persönlichkeiten (Hermann Allmers, Arthur Fitger, Georg Ruseler, Harro Magnussen, Marie Stein-Ranke usw.), pflegte Ludwig Fischbeck sorgsam aufzubewahren, so dass er auf diese Weise so ganz nebenher „Autographen-Sammler“ wurde.
Ludwig Fischbeck zählte im Jahr 1891 zu den Mitbegründern der „Schlaraffia Oldenburgia“. Die Schlaraffia ist eine Vereinigung von Männern, deren Ziel es ist, die Pflege von Humor und Kunst unter bestimmten vorgeschriebenen Formen auszuüben. Der Wahlspruch der Schlaraffen ist: in arte voluptas und das Symbol ist der Uhu. Ludwig Fischbeck traf hier als „Ritter Quast“ mit vielen namhaften Persönlichkeiten des kulturellen Lebens und der Kaufmannschaft zusammen: Hauptschriftleiter Wilhelm von Busch, Rektor und Schriftsteller Georg Ruseler, großherzoglicher Musikdirektor Gustav Götze, Hoftheaterdirektor Ulrichs, die Regisseure Lorenz und Geyer, die Hofschauspieler Schwemmer, Lettinger, Turian, Bender und von Bischof, der Kapellmeister Jerichow und der Kammermusiker Düsterbehn. Auch die bekannten Maler Georg Müller vom Siel und August Oetken und der Marschendichter Hermann Allmers waren oft Gäste bei den Schlaraffen.

## Landschaftsmaler und Radierer
Bei aller Geschäftigkeit im Kunsthandel, der nach Art der Dinge und der Wünsche anspruchsvoller Kunden so vielseitigen Einsatz verlangte, trieb es Ludwig Fischbeck weiterhin mit ganzem Herzen zur Malerei und Radierkunst. Fast jeden Sonntag zog er hinaus ins Oldenburger Land und entdeckte neue Motive in Wald und Heide, Marsch und Geest. Mit der Eisenbahn, dem Fahrrad und auf weiten Wanderwegen erlebte er die Heimat bis in die entlegenen stillen Winkel. Ludwig Fischbecks Domäne waren die Heide und der Urwald Hasbruch, aber auch in Dötlingen, im Ammerland, in der Wesermarsch, in Dangast und auf der Insel Wangerooge traf man ihn oft skizzierend und malend. Speziell in der Künstlerkolonie Dötlingen besuchte er gerne seinen Malerfreund 
Georg Müller vom Siel. Hier in Dötlingen war der Treffpunkt vieler Künstler der unterschiedlichsten Kunstrichtungen aus nah und fern.
Es spricht für Ludwig Fischbecks künstlerische Leistungen, dass führende Verlagsanstalten
von Weltruf wie Hanfstaengel, München, und Scherl, Berlin. seine Heidebilder und Radierungen als Kunstdrucke vervielfältigten und diese dann durch ihre illustrierten Kataloge weithin bekannt machten und in den Kunsthandel brachten.

## Urwald Hasbruch
Das Ende des Ersten Weltkrieges und der Zusammenbruch der deutschen Fürstenherrlichkeit hatte auch die Geschäftswelt der Residenzstadt Oldenburg stark in Mitleidenschaft gezogen. Als sich Ludwig Fischbeck 1919 die Gelegenheit bot, in unmittelbarer Nähe des Hasbruchs ein ansprechendes Haus zu beziehen und auch wohl erwerben zu können, verkaufte der 52-jährige kurzerhand sein Geschäfts- und Wohnhaus in Oldenburg und zog nach Hohenböken. Die Villa bot die rechte Atmosphäre für ein Künstlerheim. Der geplante Kauf des Hauses wurde durch die Eigentümer hinausgeschoben und schließlich vereitelt. Das Kaufgeld hätte Ludwig Fischbeck nach dem Verkauf seines Oldenburger Besitzes sofort auf den Tisch legen können. So wurde es von der Inflation der Jahre 1919–1923 verschlungen. Nunmehr war der bisherige Hofkunsthändler einzig und allein auf den Ertrag seines künstlerischen Schaffens angewiesen. Unverdrossen und mit ganzer Hingabe malte und radierte er Tag um Tag die eindrucksvollen Heimatbilder, die heute noch in großer Zahl die Räume öffentlicher Gebäude und die Wohnzimmer vieler Kunstfreunde schmücken. 
In seinen letzten Lebensjahren plagte Fischbeck ein Augenleiden: Der Graue Star führte bis zur fast völligen Blindheit. Es blieb ihm nur noch eine schwache Unterscheidung von Hell und Dunkel. Seinen geliebten Hasbruch sah er nicht mehr, da an Spazierengehen ohne Begleitung nicht zu denken war.
Seine langjährige Haushaltshilfe, Lissy Leutbecher, war ihm hierbei eine große Hilfe. Sie hat Tag für Tag für das Wohl von „Herrn Fischbeck“ gesorgt und bis zu seinem Tod Freud und Leid mit ihm geteilt. In schlechten Zeiten hat sie oft auf Lohn verzichtet und den Haushalt aus eigenen Mitteln versorgt.
Am 23. November 1954 verstarb Ludwig Fischbeck im Alter von 88 Jahren.
Vier Tage nach seinem Tod begleitete ein großer Kreis der Getreuen den verstorbenen Ludwig Fischbeck zur letzten Fahrt nach Oldenburg. Zur Beisetzung auf dem alten sagenumwobenen Gertrudenfriedhof hatten sich auch viele Stadt-Oldenburger und die Mitglieder der „Schlaraffia“ eingefunden. Auch die Großherzogin Elisabeth von Oldenburg nahm großen Anteil an Ludwig Fischbecks Tod.